# Lalinac (miasto Nisz)
Lalinac (cyr. Лалинац) – wieś w Serbii, w okręgu niszawskim, w mieście Nisz. W 2011 roku liczyła 149 mieszkańców.